# Октобарски рејон (Гомељска област)
Октобарски рејон (блр. Акцябрскі раён; рус. Октябрьский район) административна је јединица другог нивоа у северозападном делу Гомељске области у Републици Белорусији.
Административни центар рејона је варошица Октобарски.

## Географија
Октобарски рејон обухвата територију површине 1.381,19 км² и на 17. је месту по површини у Гомељској области. Налази се у северозападном делу области и граничи са Калинкавичким, Петрикавским и Светлагорским рејонима на југу и истоку, те са Могиљовском облашћу на северу (бабрујски и Глуски рејон) и Минском облашћу на северозападу (Љубањски рејон).
Од запада ка истоку протеже се у дужини од 65 км, од севера ка југу 43 км.
Рељеф је претежно равничарски са просечним надморским висинама између 130 м и 140 м (максимална висина 176,4 м). Рејон одликује изванредно густа речна мрежа коју чини 10 река, од којих су најважније Птич (највећа лева притока Припјата) са својим притокама Аресом и Нератовком и Тремља. Цело подручје рејона је део басена Дњепра.
Клима је умереноконтинентална са јануарским просеком температура од -6,3 °C и јулским од 18,4 °C. Просечна годишња сума падавина је 627 мм. Дужина вегетационог периода је 195 дана. Под шумама је око 58% површине док је обрадиво 33%.
Од природних богатстава издваја се 7 лежишта нафте, 2 лежишта камене и калијумове соли и 20 лежишта тресета.

## Историја
Рејон је образован 28. јуна 1939. као део Полеске области. Од 1944. укључен је у састав Бабрујске, а потом од 1954. и Гомељске области. Укинут је 1962, а његова територија присаједињена Светлагорском рејону, а поново успостављен у садашњим границама 1966. године.

## Демографија
Према резултатима пописа из 2009. на том подручју стално је било насељено 15.989 становника или у просеку 11,53 ст/км².
Основу популације чине Белоруси (95,11%), Руси (2,75%), Украјинци (1,04%) и остали (1,1%).
Број становника рејона у последњих 30 година константно опада из године у годину.
Административно рејон је подељен на подручје варошице Октобарски, која је уједно и административни центар рејона и на још 8 сеоских општина. На целој територији рејона постоји укупно 75 насељених места.

## Саобраћај
Преко рејона пролазе друмски правци Глуск—Азаричи и Паричи—Капаткевичи.